# 28 august
ianuarie • februarie • martie  • aprilie  • mai  • iunie  • iulie  • august  • septembrie  • octombrie  • noiembrie  • decembrie
28 August este a 240-a zi a calendarului gregorian și a 241-a zi în anii bisecți. Mai sunt 125 de zile până la sfârșitul anului.

## Evenimente

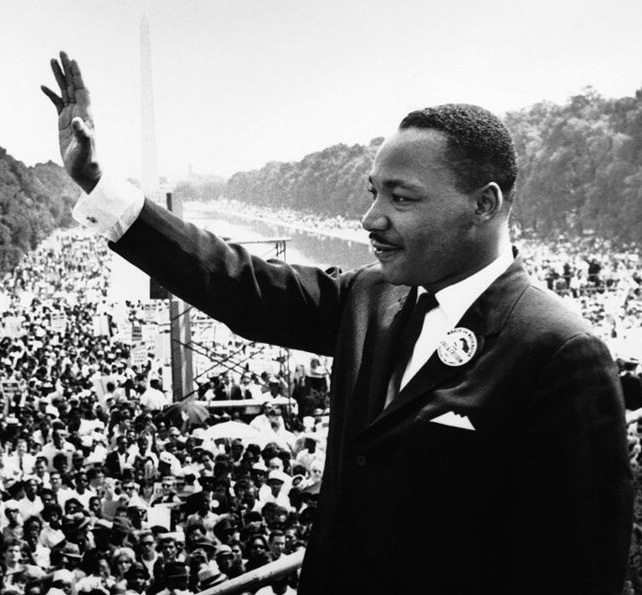
1963: De pe treptele Monumentului Lincoln din Washington, DC, Martin Luther King, Jr. a ținut discursul I Have a Dream.

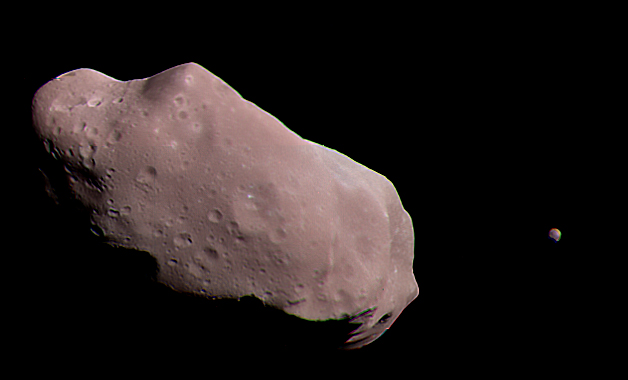
1993: Sonda spațială Galileo trece pe lângă asteroidul Ida la o distanță de 10.500 km și trimite imagini înapoi pe Pământ. Este descoperit pentru prima dată un satelit al unui asteroid și i se dă numele de Dactyl.

- 0476: Odoacru, căpetenie germanică, îl învinge pe generalul roman Orestes. Instaurarea dominației goților în Italia.
- 0489: Theodoric cel Mare, regele ostrogoților, îl învinge pe Odoacru în bătălia de la Isonzo.
- 1565: Este întemeiat în Florida orașul St. Augustine, cel mai vechi oraș din SUA.
- 1619: Ferdinand al II-lea este ales împărat al Sfântului Imperiu Roman.
- 1789: Astronomul german William Herschel a descoperit un nou satelit al planetei Saturn, Enceladus.[1]
- 1804: La 28 august/9 septembrie un puternic incendiu a distrus o parte a Bucureștiului. După aceasta s-au luat primele măsuri de aliniere a străzilor orașului.
- 1850: Opera romantică Lohengrin a compozitorului german Richard Wagner a avut premiera la Weimar, în Germania de astăzi.
- 1862: Războiul Civil American: Începe A doua bătălie de pe Bull Run terminată după două zile cu victoria Confederației.
- 1879: Cetshwayo kaMpande, ultimul rege suveran al Zulu și liderul lor în timpul războiului Zulu, este capturat de britanici.
- 1898: Farmacistul anerican Caleb Bradham redenumește Brad's Drink, băutura pe care a inventat-o, în Pepsi-Cola.[2]
- 1910: Nicolae I al Muntenegrului devine rege al Muntenegrului.
- 1916: Primul Război Mondial: Germania declară război României.
- 1916: Primul Război Mondial: Italia declară război Germaniei.
- 1922: Prima reclamă de radio a fost difuzată de postul de radio "WEAF", din New York.
- 1924: A început Revolta din August, o insurecție nereușită împotriva dominației sovietice din Republica Sovietică Socialistă Georgiană.
- 1941: Al Doilea Război Mondial: Peste 600.000 de germani sunt deportați de către Stalin către Siberia și Kazahstan.
- 1963: De pe treptele Monumentului Lincoln din Washington, DC, Martin Luther King, Jr. a ținut discursul I Have a Dream.
- 1993: Sonda spațială Galileo trece pe lângă asteroidul Ida la o distanță de 10.500 km și trimite imagini înapoi pe Pământ. Este descoperit pentru prima dată un satelit al unui asteroid și i se dă numele de Dactyl.
- 1996: Charles, Prinț de Wales și Diana, Prințesă de Wales divorțează.
- 2014: Recep Tayyip Erdogan devine al 12 lea președinte al Turciei

## Nașteri
- 1592: George Villiers, Duce de Buckingham (d. 1628)
- 1667: Louise de Mecklenburg-Güstrow, regină a Danemarcei și Norvegiei (d. 1721)
- 1691: Elisabeta Cristina de Brunswick-Wolfenbüttel, împărăteasă a Sfântului Imperiu Roman (d. 1750)
- 1694: Charlotte Christine de Brunswick-Lüneburg, soția Țareviciului Alexei al Rusiei (d. 1715)
- 1749: Johann Wolfgang von Goethe, scriitor german (d. 1832)
- 1789: Stéphanie de Beauharnais, Mare Ducesă de Baden (d. 1860)

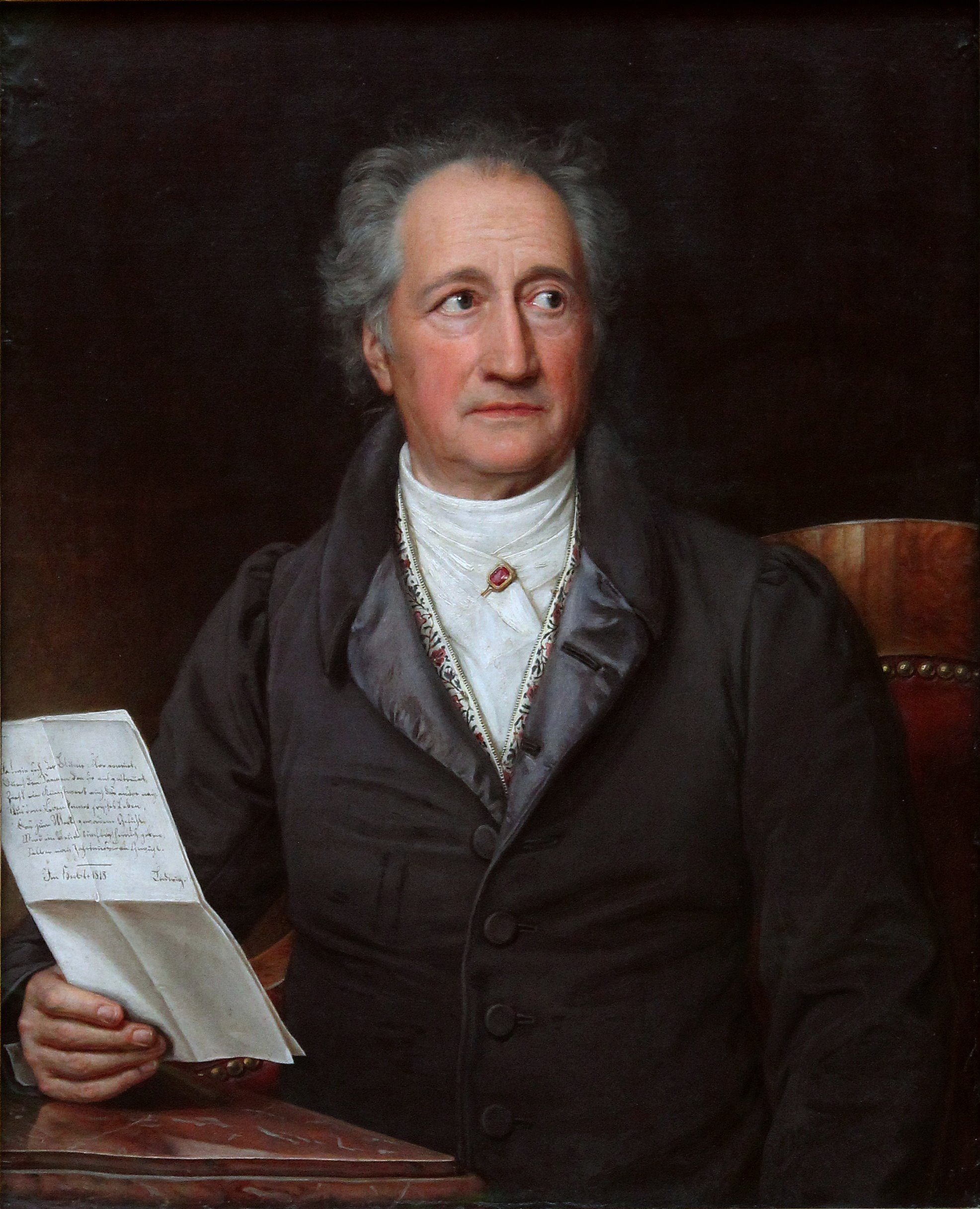
Johann Wolfgang von Goethe, scriitor german
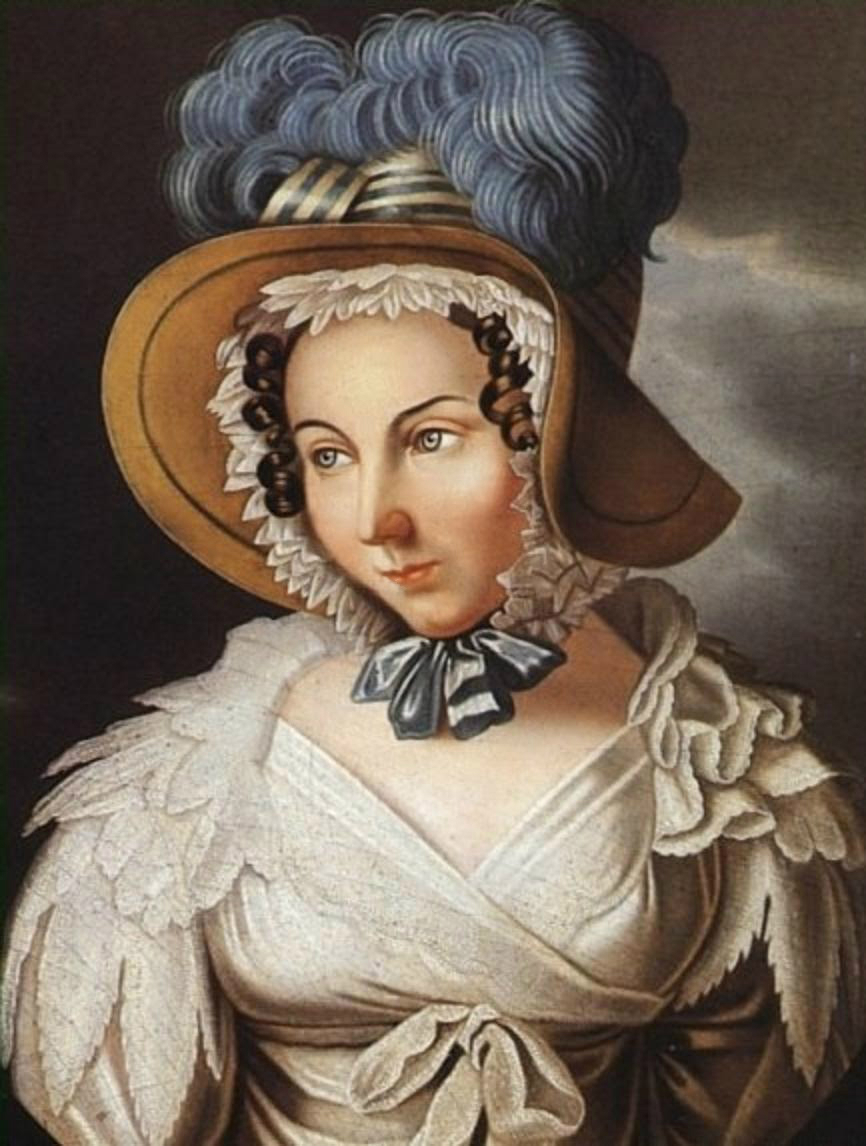
Stéphanie de Beauharnais, bunica regelui Carol I al României
Lev Tolstoi, scriitor rus

- 1801: Antoine Augustin Cournot, matematician francez (d. 1877)
- 1816: Florian Porcius, botanist român (d. 1906)
- 1818: Adolphe Appian, pictor francez (d. 1898)
- 1828 (S.V.): Lev Tolstoi, scriitor rus (d. 1910)
- 1837: Francisc, Duce de Teck, tatăl reginei Maria de Teck (d. 1900)
- 1864: Dumitru Stratilescu, general român (d. 1927)
- 1878: George Hoyt Whipple, medic american, laureat al Premiului Nobel (d. 1976)
- 1879: Émile-Jacques Ruhlmann, designer de mobilier francez (d. 1933)
- 1894: Karl Böhm, dirijor austriac (d. 1981)
- 1896: Áron Márton, episcop de Alba Iulia, drept între popoare (d. 1980)
- 1899: Charles Boyer, actor francez (d. 1978)
- 1911: Joseph Luns,  politician olandez, diplomat, jurist, cel mai longeviv Secretar General al NATO (1 octombrie 1971 - 25 iunie 1984) (d. 2002)
- 1914: Josep Escolà, fotbalist și antrenor spaniol (d. 1998)
- 1916: Jack Vance, autor american de literatură fantastică și științifico-fantastică (d. 2013)
- 1917: Horia Lovinescu, dramaturg român (d. 1983)
- 1925: Donald O'Connor, cântăreț, dansator și actor american (d. 2003)
- 1927: Nicolae Herlea, bariton român (d. 2014)
- 1930: Ben Gazzara, actor american (d. 2012)
- 1931: Shunichiro Okano, fotbalist japonez (d. 2017)
- 1939: Rodica Ojog-Brașoveanu, scriitoare română (d. 2002)
- 1941: Vasile Gergely, fotbalist român
- 1942: José Eduardo dos Santos, politician angolez, președinte al Angolei (1979-2017) (d. 2022)
- 1944: Marin Mincu, poet, critic literar, istoric literar, semiolog și eseist român (d. 2009)
- 1947: Vivi Drăgan Vasile, director de imagine
- 1950: Radu Negrescu-Suțu, scriitor român
- 1956: Adrian Schervan, jucător român de polo pe apă
- 1957: Daniel Stern, actor american
- 1962: David Fincher, regizor american de film

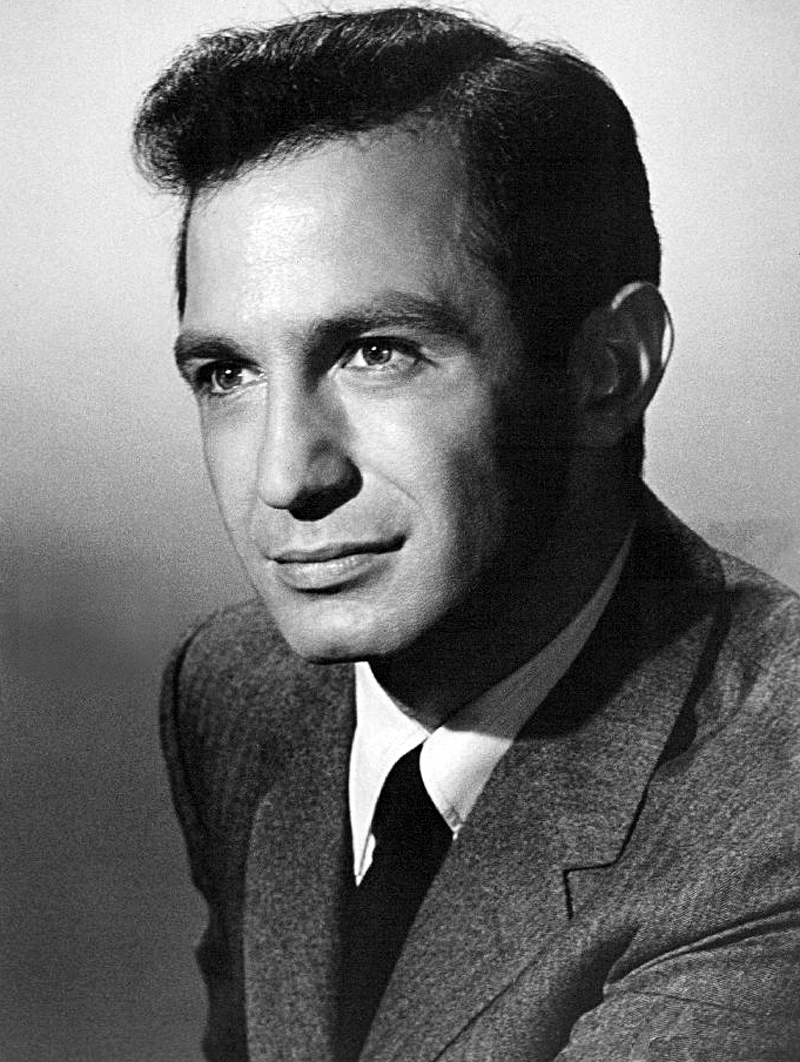
Ben Gazzara, actor american
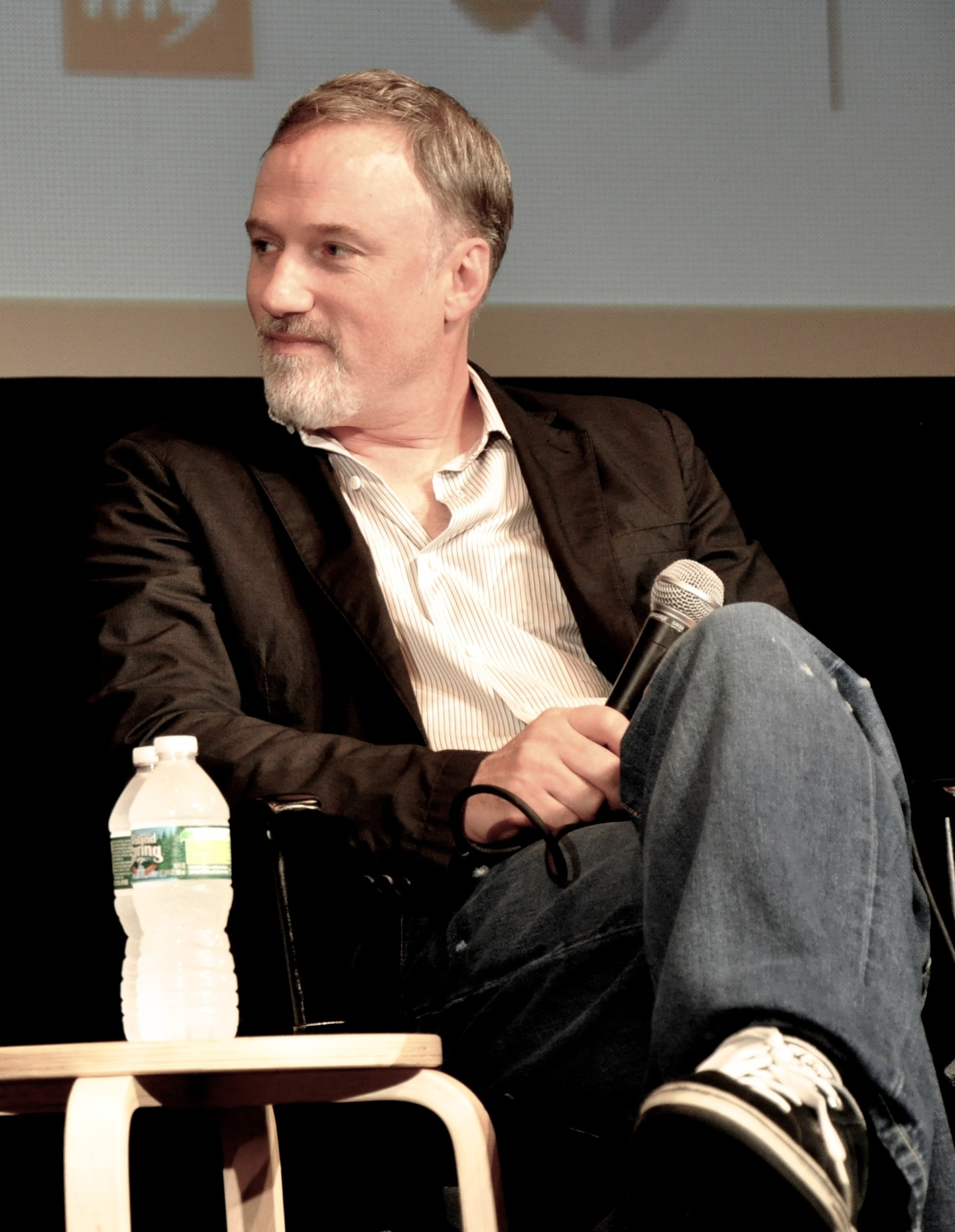
David Fincher, regizor american
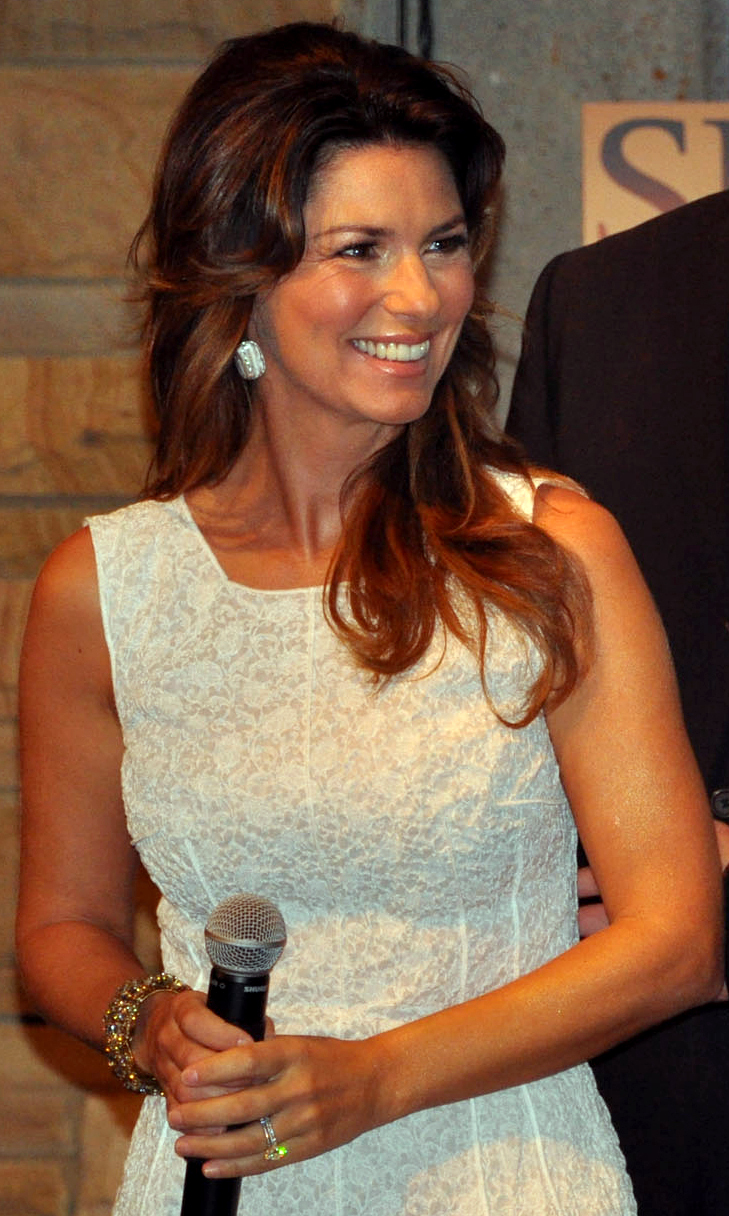
Shania Twain, cântăreață americană

- 1963: François-Noël Buffet, politician francez
- 1963: Maria Gheorghiu, interpretă română de muzică folk
- 1965: Shania Twain, interpretă americană de muzică pop
- 1965: Tomi Cristin, actor român de teatru și film
- 1965: Amanda Tapping, actriță și producătoare canadiană de origine engleză
- 1966: Julen Lopetegui, fost fotbalist și antrenor spaniol
- 1968: Alessandro Puccini, scrimer italian
- 1969: Jack Black, actor și cântăreț canadiano-american
- 1969: Jason Priestley, actor american
- 1972: Franck Boidin, scrimer francez
- 1975: Dan Tăpălagă, jurnalist român
- 1982: Thiago Motta, fotbalist italian de origine braziliană
- 1982: LeAnn Rimes, cântăreață americană de muzică pop și country
- 1983: Alfonso Herrera, cântăreț și actor mexican
- 1984: Paula Fernandes, cântăreață braziliană de country
- 1985: Bianca Del Carretto, scrimeră italiană
- 1986: Florence Welch, cântăreață și textieră engleză
- 1987: Roxana Condurache, actriță română
- 1987: Daigo Nishi, fotbalist japonez
- 1989: César Azpilicueta, fotbalist spaniol
- 1989: Valtteri Bottas, pilot finlandez de Formula 1
- 1990: Julie Foggea, handbalistă franceză
- 1990: Bojan Krkić, fotbalist spaniol de origine sârbă
- 1991: Funso Ojo, fotbalist belgian
- 2003: Quvenzhané Wallis, actriță americană

## Decese
- 0388: Magnus Maximus, împărat roman (n. 335)
- 0430: Augustin de Hipona, teolog și filosof, doctor al Bisericii (n. 354)
- 0476: Orestes, general roman
- 1481: Afonso al V-lea al Portugaliei (n. 1432)
- 1645: Hugo Grotius,  jurist, istoric și diplomat olandez (n. 1583)
- 1654: Axel Oxenstierna, om politic suedez (n. 1583)
- 1705: Georg Wilhelm, Duce de Brunswick-Lüneburg, bunicul regelui George al II-lea al Marii Britanii (n. 1624)
- 1757: David Hartley, filosof englez (n. 1705)
- 1839: William Smith, geolog englez (n. 1769)

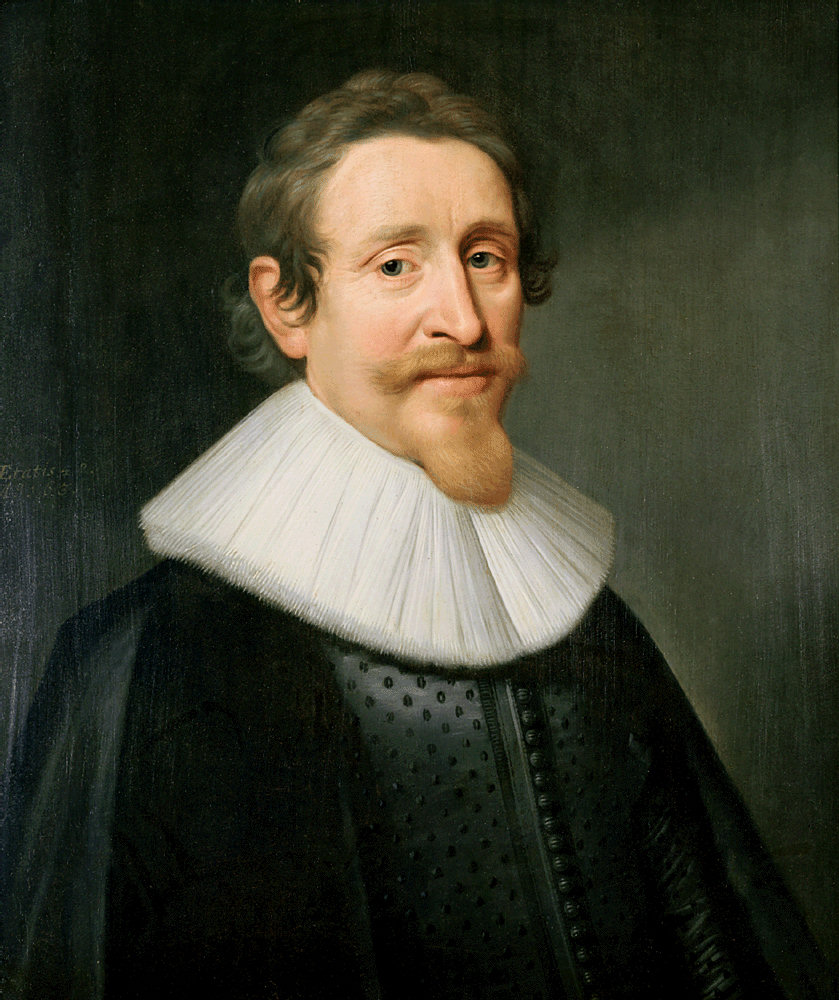
Hugo Grotius, jurist, istoric, diplomat olandez
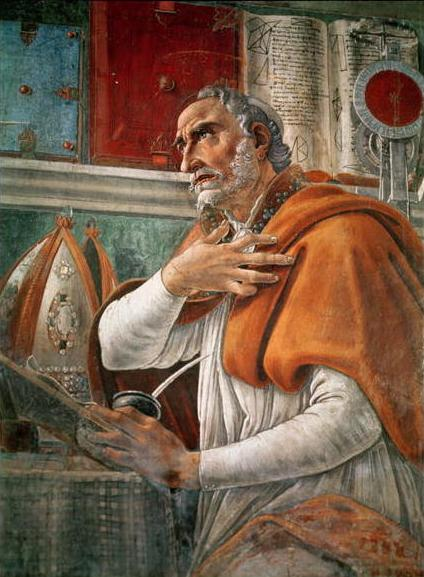
Augustin de Hipona, teolog și filosof
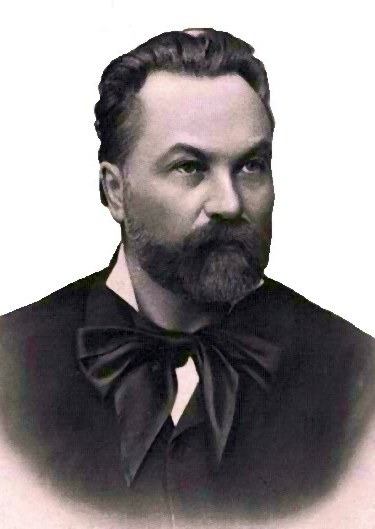
Calistrat Hogaș, prozator român

- 1880: Charles Thomas Jackson, medic și chimist american (n. 1805)
- 1917: Calistrat Hogaș, prozator român (n. 1847)
- 1917: Anton Naum, membru al Academiei Române (n. 1829)
- 1922: Prințul Gaston, Conte de Eu (n. 1842)
- 1943: Boris al III-lea al Bulgariei (n. 1894)
- 1959: Bohuslav Martinu, compozitor ceh (n. 1890)
- 1972: Prințul William de Gloucester (n. 1941)
- 1981: Paul Anspach, scrimer belgian (n. 1882)
- 1981: Béla Guttmann, fotbalist și antrenor de fotbal evreu din Ungaria (n. 1899)
- 1984: Muhammad Naguib, politician egiptean, primul președinte al Egiptului (n. 1901)
- 1987: John Marcellus Huston, regizor de film și scenarist american (n. 1906)
- 1993: Gheorghe Mocanu, pictor român (n. 1938)
- 1995: Michael Ende, scriitor german (n. 1928)
- 2005: Hans Clarin, actor german (n. 1929)
- 2006: Melvin Schwartz, fizician american, laureat Nobel (n. 1932)
- 2017: Mireille Darc, actriță franceză (n. 1938)
- 2020: Chadwick Boseman, actor american (n. 1976)

## Sărbători
- în calendarul ortodox: Cuv. Moise Etiopianul; Sf. Mc. Diomid; Sf. Ana Proorocița;
- în calendarul romano-catolic: Augustin de Hipona (d. 28 august 430), episcop, doctor al Bisericii;
- în calendarul luteran: Augustin de Hipona;
- în calendarul anglican: Augustin de Hipona;
- în calendarul greco-catolic: Moise Etiopianul, călugăr (d. 400), Augustin de Hipona, episcop (d. 430).